# Col de San Colombano
De Col de San Colombano of Bocca di San Colombanu is een bergpas in het noorden van het Franse eiland Corsica. De pas is vernoemd naar de Monte San Colombano, een berg in de onmiddellijke omgeving van de pas. Net ten oosten van de pas zijn nog restanten te zien van het Castello San Colombano, een oud kasteel.
De pas vormde vroeger een belangrijke verbinding tussen de Balagne in het noordwesten en Ponte-Leccia en het centrum van Corsica in het zuidoosten. De route over de pas gaat in een relatief rechte lijn van Ponte-Leccia naar Belgodère, maar kent een zeer bochtig tracé. Vanuit Belgodère is de rest van de Balagne bereikbaar. Hier splitst de weg. Eén weg, de huidige T301 gaat noordwaarts naar de kustweg bij Losari en zo naar L'Île-Rousse. Deze weg, net als de weg over de Col de San Colombano een voormalige nationale weg, zal in de toekomst overgedragen worden aan het departement. De andere weg vanuit Belgodère gaat westwaarts naar Lumio en Calvi.
In 1998 werd een "voie rapide" aangelegd over de lagere Col de Sainte-Marie, ten oosten van de Col de San Colombano. Deze weg, de huidige T30, laat hogere snelheden toe door de aanleg met weinig scherpe bochten. Door de aanleg van de T30 (aangelegd als N197) is het gebruik van de "oude" route over de Col de San Colombano sterk verminderd.